# 藤崎站 (青森縣)
藤崎站（日语：／ Fujisaki eki */?）位于青森县北津轻郡藤崎町大字藤崎字西村井，是东日本旅客铁道（JR東日本）管辖的五能线上的鐵路車站。

## 车站结构
侧式站台1台1线的地上车站。之前为岛式站台1面2线，之后上行线撤去，只保留下行线站台。
原来为简易委托站，现在为五所川原站管理的无人站。站房内安装有乘车站证明书发行机。

## 历史
- 1935年4月15日 - 车站投入运营[1]。
- 1987年4月1日 - 国铁分割民营化后成为JR东日本车站。
- 2001年 - 简易委托结束，改为无人站。
- 2013年11月 - 藤崎町与JR东日本秋田支社共同改建站房。
- 2018年3月17日 - 成为临时快速“Resort白神”停车站[2]。

## 相鄰車站
東日本旅客鐵道
■五能線
- 临时快速“Resrot白神号”停車站

□快速（仅限上行）、■普通
林崎－藤崎－川部